# Hercule (Marvel Comics)
Pour les articles homonymes, voir Hercule (homonymie).
Hercule (« Hercules » en VO) est une divinité et un super-héros évoluant dans l'univers Marvel de la maison d'édition Marvel Comics. Créé par le scénariste Stan Lee et le dessinateur Jack Kirby, le personnage de fiction apparaît pour la première fois dans le comic book de l'age d'or Young Allies #16 en 1945 puis réapparait durant l'age d'argent dans Journey into Mystery Annual #1 en 1965.
Le personnage est inspiré de son homologue de la mythologie grecque, Héraclès fils de Zeus, mais est plus connu par son nom romain d'Hercule. Il a été un membre pérenne de l'équipe de super-héros les Vengeurs (Avengers) et des Défenseurs et a été la vedette de trois séries limitées à son nom. En 2008, il a fait ses débuts dans sa propre série, intitulée The Incredible Hercules.
Présenté dans les comics comme un personnage identique à la figure mythologique de la Grèce antique, ses auteurs prennent cependant des libertés avec les aventures qui lui sont habituellement prêtées. Bon vivant, gaffeur et dragueur, parfois irascible, Hercule est aussi un bon compagnon d'aventure.
En 2012, le site IGN a classé le personnage à la 21e place de sa liste des « Top 50 Avengers » et celui-ci est apparu dans divers médias, y compris des séries télévisées et des jeux vidéo.

## Historique de la publication
- Young Allies #16 en 1945
- Journey into Mystery Annual #1 en 1965
- Avengers #38 en 1967
- Hercules intègre les Vengeurs dans Avengers #45 en 1967
- Champions de Los Angeles #1 en 1975
- Les Défenseurs #63 en 1978
- Hercules (Vol. 1) #1-4 en 1982
- Hercules (Vol. 2) #1-4 en 1984
- Thor #406 en 1989
- Operation Galactic Storm en 1992
- Incredible Hulk: Hercules Unleashed en 1996
- Heroes for Hire #1 en 1997
- Hercules: Heart of Chaos #1 en 1997
- Thunderbolts #22 en 1999
- Hercules (Vol. 3) #1-5 en 2003
- Civil War en 2006
- World War Hulk en 2007
- Incredible Hercules (Vol. 1) #1-29 en (2008–2010)
- Mighty Avengers #21 en 2009
- Assault on New Olympus en 2010
- Heroic Age: Prince of Power en 2010
- Chaos War en (2010–2011)
- Herc #1-11 (2011–2012)
- Avengers Academy #31 en 2012
- Hercules (Vol. 4) #1-6 en 2016
- Civil War II: Gods of War #1-4 en 2016
- Secret Empire #1–2 en 2017
- Venomized #1–5 en 2018

## Biographie du personnage

### Origines
Pressentant de grands dangers pour l'Olympe et l'humanité, Zeus, le roi des dieux, se déguise en simple mortel et séduit Alcmène, l'épouse d'Amphitryon. De leur union naquit un enfant. De par sa lignée olympienne, Hercule était doté d'une force surhumaine extraordinaire. Héra, l'épouse de Zeus, jalouse de son adultère, Alcmène tenta d'apaiser la déesse en nommant son enfant Héraclès « Gloire d'Héra ».
L'enfant fut d'abord abandonné hors de la ville. Lorsqu'Athéna et Héra le retrouvèrent, Héra décida de nourrir Hercule de son lait divin. Alors qu'Héra allaitait l'enfant, la force divine d'Hercule la blessa lorsqu'il mordit plus fort le sein d'Héra, qui le jeta au loin. Il fut ramené à la ville et accueilli par Amphitryon et sa femme. Le bébé doté d'une force incroyable étrangla les deux serpents envoyés par Héra dans son berceau. 
En 1291 av. J.-C., sur la route de Thèbes, il rencontra un groupe de guerriers Minyens d'Orchomène en route pour piller la ville. Hercule les vainquit facilement. Cela déclencha une guerre entre Thèbes et Orchomène, Hercule fut emprisonné à Thèbes pour cette attaque. C'est alors qu'il apprit la vérité sur ses origines par ses parents, qui lui offrirent le vêtement que Zeus leur avait lui-même donné. Il rencontra le chef des Minyens, mais lorsqu'ils tentèrent de l'exécuter avec une hache, celle-ci se brisa sur son cou. C'est cependant au cours de la bataille qui s'en suivra qu'Amphitryon sera tué. Créon, le roi de Thèbes le remercia d'avoir sauvé la ville et lui accorda la main de sa fille, la princesse Mégara.
En 1289 av. J.-C., il navigua avec les Argonautes menés par Jason. Au cours de l'aventure, il combattit l'Akaana et affronta l'Hydre de Lerne, assista à la mort de Méduse et vainquit le géant Antée. Il fut abandonné par les Argonautes lorsque son éromène Hylas fut enlevé par des nymphes sur une île de Mysie.
Adulte, pour acquérir l'immortalité, Hercule réalise douze travaux que nos livres d'Histoire nous content encore. Il débarrasse à cette occasion la Terre de l'Antiquité d'un grand nombre de monstres divins. Ces travaux commencèrent en 1277 av. J.-C. Hercule dompta le lion de Némée, tua l'hydre de Lerne avec l'aide de son neveu Iolaos en 1271 av. J.-C., captura le sanglier d'Érymanthe, chassa la biche de Cérynie, tua les oiseaux mangeurs d'hommes du lac Stymphale en 1271 av. J.-C., créés par Arès, nettoya les écuries du roi Augias en 1272 av. J.-C., vainquit le taureau crétois et les juments mangeuses d'hommes du roi Diomède, prit la ceinture d'or d'Hippolyte aux Amazones en 1270 av. J.-C., vola les bœufs roux de Géryon et récupéra les pommes d'or des Hespérides en 1268 av. J.-C..
Le douzième et dernier travail consistait à capturer et à ramener Cerbère des enfers, au cours duquel il sauva également Thésée. De retour à Thèbes, on le croyait mort et Lycos d'Eubée avait profité de cette absence pour tuer le beau-père d'Hercule, le roi Créon, et condamner Mégara et leurs trois fils à mort. Furieux, Hercule tua non seulement Lycus, mais également toute sa famille.
En 1264 av. J.-C., ayant refusé de payer Apollon et Poséidon après qu'ils eurent construit des murs impénétrables autour de sa ville, le roi Laomédon de Troie demanda à Hercule de sauver sa fille du monstre de Poséidon, lui promettant en échange son troupeau de chevaux magiques capables de courir sur l'eau. Après s'être vu refuser sa récompense, Hercule retourna à Troie, fou furieux, semant le chaos dans la ville tout en s'emparant des chevaux, et tua Laomédon et tous ses fils, sauf un.
En 1260 av. J.-C., en Grèce occidentale, il affronta le dieu fleuve Achéloos pour conquérir Déjanire comme troisième épouse. Au cours de la bataille, Achéloos se transforma en serpent, puis en taureau, mais Hercule parvint à lui arracher une corne, le forçant à se rendre. De retour, le couple tenta de traverser l'Évenos. Ils demandèrent au centaure passeur Nessus de les guider. Il s'enfuit cependant avec Déjanire, sur quoi Hercule le tua d'une flèche trempée dans le sang de l'Hydre. Feignant de se racheter, le centaure mourant trompa Déjanire pour lui apprendre à fabriquer un charme d'amour avec son sang prétendument enchanté, en réalité contaminé par celui de l'Hydre, et Déjanire prit la chemise ensanglantée du centaure. 
En 1246 av. J.-C., Déjanire trouva Hercule au lit avec une autre femme et décida d'utiliser le sang du centaure pour regagner la loyauté d'Hercule. Rendu fou par le poison, Hercule se jeta sur un bûcher sur le Mont Œta. Alors que son corps mortel brûlait, son âme sombra pendant trois jours dans les profondeurs du Tartare. Cependant, Zeus, pris de pitié, sépara la partie immortelle de son corps, permettant à l'« ombre » de tomber dans le monde souterrain. Devenu dieu à part entière, Hercule prit sa place en Olympe comme dieu de la Force. Pour se réconcilier avec Héra, il épousa sa fille Hébé, déesse de la jeunesse. Cependant, comme son père, Hercule était un séducteur notoire. À cela s'ajoutait une malédiction d'Héra qui menaçait toute mortelle avec laquelle il s'engageait trop.
Hercule vit une multitude d'aventures avant de croiser, sur l'Olympe, Thor, le Dieu du tonnerre de la mythologie scandinave. Ce fantastique combat, interrompu par Zeus en personne, ne connaît pas de vainqueur. De cette rencontre naît une solide amitié et une belle rivalité entre les deux combattants, chacun affirmant être le plus fort.
Au XVIIIe siècle, il eut une liaison avec Marie-Antoinette pendant la Révolution française. Il s'en vantera plus tard auprès de Wolverine.
En 1940, Hercule combattit secrètement pendant la Seconde Guerre mondiale et joua un rôle déterminant dans la formation de la Résistance grecque. Il était en mission secrète à Paris, en France, lorsque la ville fut attaquée par le baron Strucker, déguisé en robot. Pour contourner la règle olympique interdisant toute implication dans des guerres mortelles, il se fit passer pour Namor. Wolverine, également à Paris à ce moment-là, travaillait sur une mission visant à éliminer un agent nazi et fut témoin de l'attaque.
.
A la fin du XVIIIe siècle, l'Enchanteresse asgardienne espérait se venger de ses ennemis, les Vengeurs. Elle hypnotisa Hercule et le força à attaquer l'équipe, mais Œil-de-Faucon parvint à le libérer de son emprise et l'Enchanteresse fut mise en déroute. Cependant, Hercule fut exilé de l'Olympe par Zeus en guise de punition pour son excursion non autorisée sur Terre. Les Vengeurs hébergèrent Hercule comme invité pendant des mois, et il les assista souvent dans leurs aventures. Il finit par devenir membre officiel de l'équipe.
Hercule fit partie du groupe de super-héros les Champions, à Los Angeles. Il se montra souvent méfiant à tort envers un autre membre de cette équipe, le Cavalier Fantôme.

### Civil War
Lors de ce crossover Civil War paru en 2006, Hercule se range du côté de son ami Captain America, contre la loi. Il pense que les pro- sont des traîtres et se cache sous une fausse identité, celle d'un consultant en informatique, Victor Tegler. Durant le conflit, il terrasse le clone de Thor avec son propre marteau.

### World War Hulk
Quand le Titan Vert revient sur Terre après un séjour forcé dans l'espace, Hercule et Angel des X-Men se rallient à la cause de Hulk, mais ce dernier les attaque. Hercule est blessé par le Titan de jade. Il n'hésite pas à encaisser les coups sans se battre, car il veut prouver à Hulk qu'ils sont semblables : des parias.
Hercule fait alors partie des Rénégats (avec Angel, Namora, et le jeune Amadeus Cho), une équipe hors-la-loi. Quand Hulk est finalement arrêté, Hercule reste avec Amadeus Cho, un génie. Le duo est pourchassé par le SHIELD. Hercule choisit de se rendre, pour finalement fuir quand il apprend que son demi-frère Arès est son supérieur. Le jeune génie compte utiliser la puissance du demi-dieu grec contre le SHIELD, mais Hercule, ayant battu Arès, l'empêche d'aller jusqu'au bout.

### Secret Invasion
Toujours en fuite, Hercule et Amadeus Cho partent se cacher chez Athéna qui leur apprend l'invasion secrète préparée par les Skrulls. Il fait alors partie du « God Squad », avec Harfang, Ajak des Éternels, le dieu japonais Amatsu-Mikaboshi, et Demogorge. Ils voyagent sur un autre plan et écrasent les dieux Skrulls, sapant ainsi l'esprit fanatique qui animait les envahisseurs. Amatsu-Mikaboshi reste sur ce plan, prenant la position des dieux tués dans le conflit, selon le plan d'Athéna.
De retour sur Terre, Hercule prête main-forte à Namora et délivre Poséidon d'une bande d'Amazones extrémistes, puis est pris entre deux feux : les Olympiens habitant désormais sur Terre (Héra, Typhon (en), etc.), et les Dark Avengers le considérant comme un hors-la-loi.
Plus tard, à l'aide de Spider-Man, Wolverine et les Vengeurs de Hank Pym, il affronte la menace d'un puissant roi Inhumain et le complot de Héra qui vise à détruire la Terre. Il se sacrifie pour sauver la réalité.

## Pouvoirs, capacités et équipement

### Pouvoirs et capacités
Hercule, en tant que membre des dieux de l'Olympe, est l'un des plus puissants humanoïdes ayant jamais foulé le sol de la Terre. Il a été vu déraciner un séquoia à la seule force de ses bras ou projeter un vaisseau spatial dans l'espace. On ignore les limites exactes de sa force mais, si on en croit les mythes antiques, il a été capable de remplacer le géant Atlas et de soutenir le ciel sur ses épaules.
Rares sont les adversaires capables de lui tenir tête : seuls le Fléau, l'incroyable Hulk et le dieu Thor se sont montrés capables de rivaliser avec lui en force brute. C'est aussi un formidable combattant, particulièrement doué au combat à mains nues. Il a de plus été entraîné aux arts martiaux par Iron Fist.
- Comme tous les dieux de l'Olympe, Hercule est immortel, insensible au vieillissement, à la fatigue et à la maladie.
- Il est doté d'une force surhumaine lui permettant de soulever (ou d'exercer une pression équivalente à) 100 tonnes, sans effort.
- Les puissants muscles de ses jambes lui permettent de réaliser facilement des sauts de 40 mètres de hauteur.
- Il dispose aussi d'une résistance phénoménale, lui permettant de supporter des températures extrêmes ainsi que des impacts de balles ou d'artillerie lourde sans blessure apparente. En cas de dommages, ses facultés de récupération sont impressionnantes : une simple nuit lui suffit pour récupérer de blessures apparemment mortelles pour un humain normal.
- En retenant sa respiration, il peut survivre plusieurs minutes dans l'espace, privé d'oxygène, sans combinaison ou tout autre système de protection.

### Équipement
À l'époque de la Grèce antique, les armes préférées d'Hercule étaient une masse en bois d'olivier, ainsi qu'un arc et des flèches ; il possédait aussi la peau impénétrable du lion de Némée (qu'il abandonna à la suite du suicide de sa femme Déjanire).
À l'époque contemporaine, il utilise parfois une massue dorée en adamantine (métal quasi indestructible similaire à l'adamantium), forgée par le dieu Héphaïstos.

## Autour du personnage
- L'univers DC de l'éditeur DC Comics, rival de Marvel, contient un personnage similaire, le dieu Hercules (en).
- L'apparence physique du Hercule de Marvel Comics s'inspire de celle de l'acteur américain de péplum Steve Reeves, roi du genre à la fin des années 1950 grâce aux films Les Travaux d'Hercule (1958) et de sa suite, Hercule et la reine de Lydie (1959).